# Sao Thiên Tân
Deneb, tên Hán Việt: sao Thiên Tân (α Cyg / α Cygni / Alpha Cygni) là ngôi sao sáng nhất trong chòm sao Thiên Nga và là một đỉnh của Tam giác mùa hè. Đứng thứ 19 trong số các ngôi sao sáng nhất trên bầu trời với cấp sao biểu kiến là 1,25. Là một sao siêu khổng lồ trắng, sao Thiên Tân cũng là một trong số những ngôi sao sáng nhất được biết đến. Nó đã từng được gọi bởi rất nhiều cái tên như Arided hay Aridif, nhưng đến ngày nay hầu hết những cái tên này đã bị lãng quên.

## Khoảng cách và những đặc trưng vật lý

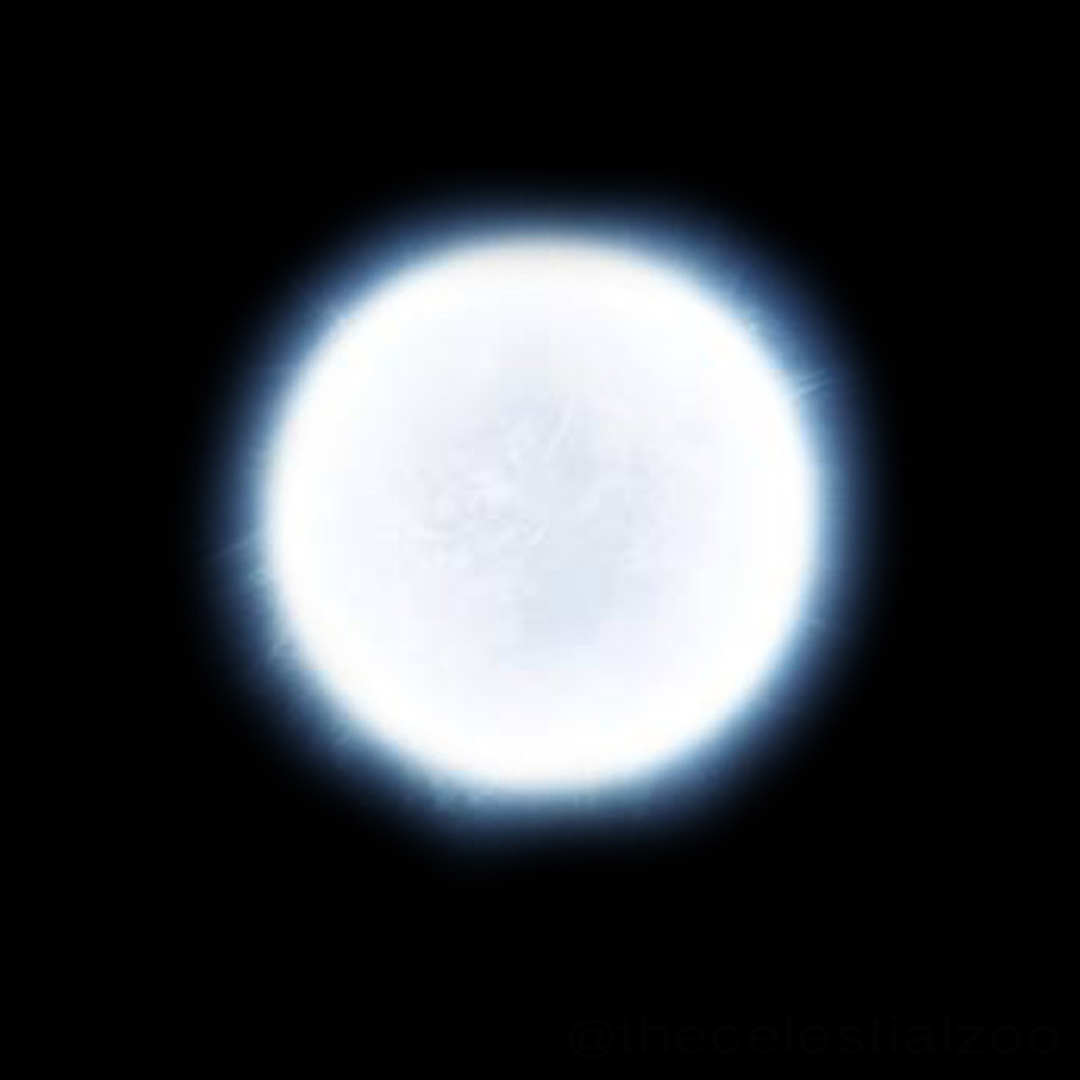
Ấn tượng nghệ sĩ về sao Thiên Tân

Cấp sao tuyệt đối của sao Thiên Tân là -8,5. Và sao Thiên Tân là một trong số những ngôi sao sáng nhất được biết tới.
Khoảng cách từ sao Thiên Tân tới Trái Đất là không chắc chắn, với khoảng cách có thể nhất là vào khoảng 3.200 năm ánh sáng. Nhưng độ thiếu chắc chắn của thị sai khiến khoảng cách này có lúc dịch vào khoảng 2.100 năm ánh sáng hay ra xa khoảng 7.400 năm ánh sáng. Sự không chắc chắn về khoảng cách này khiến việc xác định nhiều thuộc tính của sao Thiên Tân trở nên không chính xác. Sao Thiên Tân có màu trắng xanh.
Độ sáng của sao Thiên Tân gấp khoảng từ 60.000 lần Mặt Trời của chúng ta (nếu sao Thiên Tân cách xa 1.600 năm ánh sáng) đến 250.000 lần (nếu sao Thiên Tân cách xa 3.200 năm ánh sáng).
Dựa trên nhiệt độ và độ sáng của nó cũng như từ các đo đạc trực tiếp về đường kính góc nhỏ xíu của nó (chỉ 0,002 giây cung), sao Thiên Tân có bán kính lớn gấp hơn 100 lần Mặt Trời; nếu đặt nó vào trung tâm của hệ Mặt Trời, nó sẽ lớn vượt quỹ đạo của Sao Thủy. Đây là một trong số những ngôi sao lớn nhất và mạnh nhất trong số những sao lớp A.
Là một ngôi sao thuộc loại quang phổ A2Ia, sao Thiên Tân có nhiệt độ ở bề mặt lên tới 8.400 K. Deneb là nguyên mẫu của một lớp các sao biến quang được biết tới như các sao biến quang Alpha Cygni. Bề mặt của nó chịu những dao động không xuyên tâm, gây ra những biến đổi về độ sáng và quang phổ của sao Thiên Tân. Khối lượng của nó lớn gấp 20 đến 25 lần khối lượng của Mặt Trời. Một sao siêu khổng lồ trắng với khối lượng và nhiệt độ cao có nghĩa là nó sẽ có tuổi thọ rất ngắn và sẽ trở thành một siêu tân tinh trong vài triệu năm nữa. Nó đã ngừng các phản ứng hợp hạch hydro trong lõi của mình.
Gió sao Thiên Tân làm cho nó mất khối lượng ở tốc độ 0,8 phần triệu khối lượng Mặt Trời mỗi năm, cao gấp hàng trăm nghìn lần so với tốc độ phun trào từ Mặt Trời.

## Tên gọi và ý nghĩa văn hóa
Cái tên Deneb bắt nguồn từ dhaneb, có nghĩa là "cái đuôi" theo tiếng Ả Rập, trong câu thành ngữ ذنب الدجاجة Dhanab ad-Dajāja, hay "cái đuôi của con gà mái". Những cái tên tương tự cũng được đặt cho ít nhất bảy ngôi sao khác, đáng chú ý nhất là Deneb Kaitos, ngôi sao sáng nhất của chòm sao Kình Ngư, và Denebola, ngôi sao sáng thứ nhì trong chòm sao Sư Tử
Ngoài ra còn những cái tên ít được biết đến hơn như Deneb Adige, Denebadigege, và Denebedigege. Arided, đã được sử dụng trong bảng Alfonsine. Những cái tên này bắt nguồn từ Al Ridhādh, tên của một chòm sao. Johann Bayer đã gọi nó là Arrioph, bắt nguồn từ Aridf và Al Ridf, 'sau cùng' hay Gallina. Caesius gọi nó là Os rosae, hoặc Rosemund trong tiếng Đức, hay Uropygium - cái mũi của cha xứ.
Nó được biết đến như 天津四 theo tiếng Trung Hoa. Trong câu chuyện tình Thất tịch của Trung Hoa, sao Thiên Tân đánh dấu chiếc cầu 'Ô kiều' bắc ngang qua sông Ngân để đôi vợ chồng Ngưu Lang (sao Altair) và Chức Nữ (sao Vega) gặp nhau trong một đêm đặc biệt vào cuối mùa hè. Trong một dị bản khác, sao Thiên Tân là nàng tiên đi kèm khi đôi tình nhân gặp nhau trên cầu Ô Kiều.